# Zamieszki w Szui (1922)

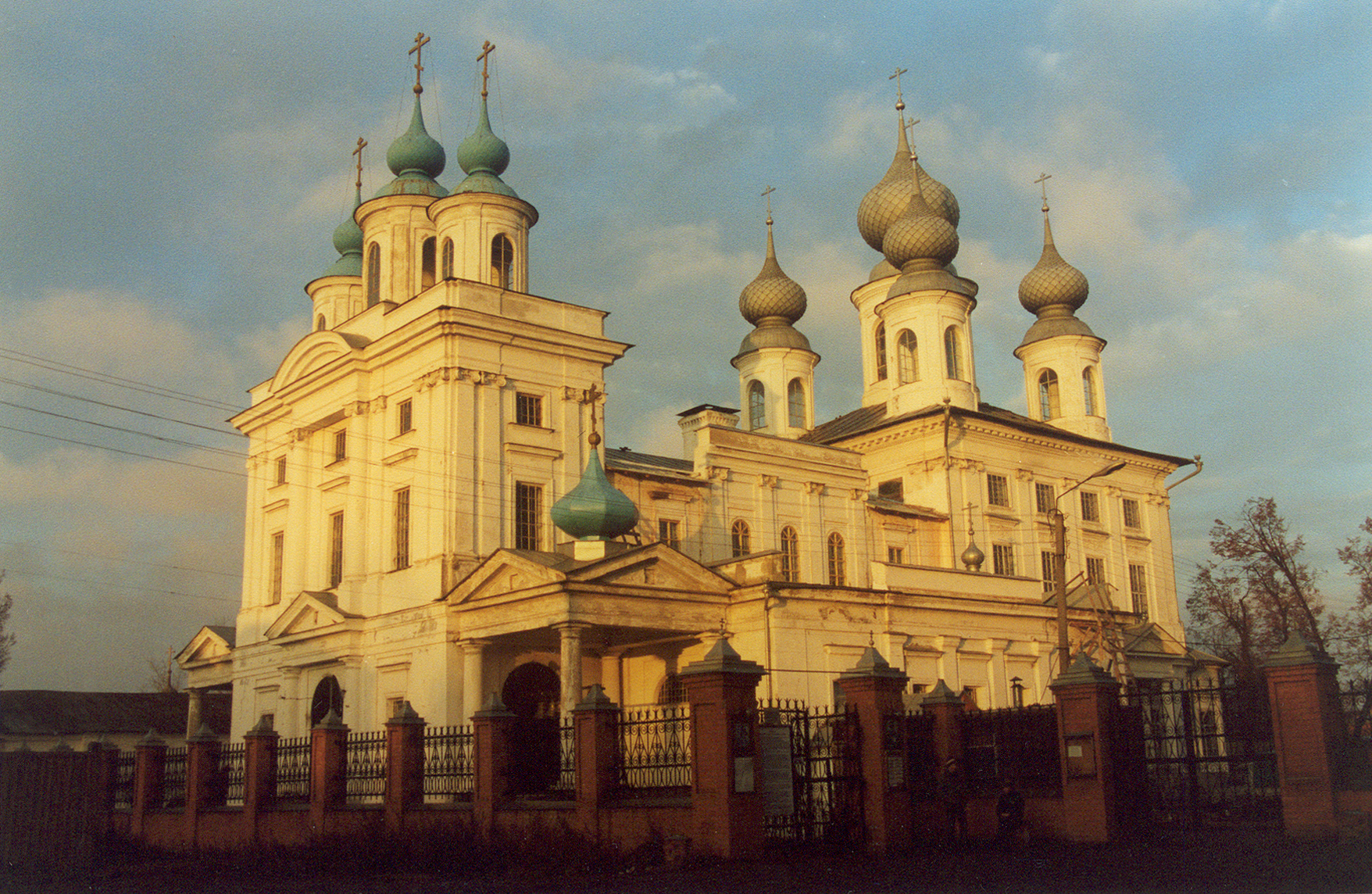
Sobór Zmartwychwstania Pańskiego w Szui

Zamieszki w Szui – zamieszki, do których doszło 15 marca 1922 w mieście Szuja w Rosji Radzieckiej w związku z prowadzoną z polecenia Rady Komisarzy Ludowych konfiskatą cennych przedmiotów należących do wyposażenia cerkwi prawosławnych, oficjalnie w celu ich sprzedania i przeznaczenia zarobionych pieniędzy na walkę z głodem na Powołżu. Szuja była pierwszym miastem, gdzie opór prawosławnych przed konfiskatą wyposażenia miejscowej cerkwi spotkał się z użyciem przemocy przez bolszewicką milicję. W wyniku strzałów oddanych do tłumu zgromadzonego pod soborem Zmartwychwstania Pańskiego zginęło, według różnych źródeł, 4 lub 5 osób, zaś kilkanaście odniosło rany. Dalsze trzy osoby – księża Jan Rożdiestwienski i Paweł Swietozarow oraz robotnik Piotr Jazykow – zostały oskarżone o działalność kontrrewolucyjną i skazane na śmierć po pokazowym procesie.

## Tło wydarzeń
Ateizm, oparty na argumentacji Karola Marksa, stanowił jeden z integralnych elementów ideologii komunistycznej, na której oparty był program Rosyjskiej Komunistycznej Partii (bolszewików). W związku z tym od momentu przejęcia władzy w Rosji po rewolucji październikowej bolszewicy podjęli działania, które miały podważyć pozycję Rosyjskiego Kościoła Prawosławnego, a w dalszej perspektywie doprowadzić do jego całkowitej likwidacji. Działania osłabiające ekonomiczną pozycję Kościoła (konfiskata majątku uzyskanego przed rewolucją, zakaz pozyskiwania nowych nieruchomości) zostały podjęte przez ich rząd w styczniu i lutym 1919. Miały miejsce również liczne przypadki spontanicznego plądrowania cerkwi i napaści na monastery lub kapłanów dokonywane przez lokalnych działaczy partyjnych lub żołnierzy tworzącej się Armii Czerwonej. Rząd podjął także zorganizowaną akcję otwierania rak z relikwiami. Mimo początkowej zdecydowanej postawy antybolszewickiej, patriarcha Moskwy Tichon w 1919 w kolejnych listach pasterskich zabronił duchownym prawosławnym angażowania się w działalność polityczną, zaś wiernych wezwał do rezygnacji z zemsty za poniesione krzywdy. W oficjalnym apelu prosił również, by wierni byli posłuszni rządowi w tych działaniach, które nie naruszały zasad etyki chrześcijańskiej.
W lutym 1922 w prasie partyjnej zaczęły się pojawiać artykuły sugerujące możliwość wykorzystania kosztowności cerkiewnych na cel pomocy głodującym mieszkańcom Powołża. Wówczas patriarcha Tichon ponownie zaoferował dobrowolne przekazanie przedmiotów niepoświęconych oraz kwoty równej wartości pozostałych kosztowności. Bolszewicy jednak odmówili, decydując się na siłową konfiskatę.
W przededniu akcji konfiskaty kosztowności cerkiewnych Szuja była miastem przemysłowym. Większość jego mieszkańców pracowała w przemyśle tekstylnym. Część robotników brała udział w strajkach w czasie rewolucji 1905. Równocześnie miasto było ważnym ośrodkiem kultu prawosławnego. W soborze Zmartwychwstania Pańskiego przechowywana była Szujska-Smoleńska Ikona Matki Bożej „Hodigitria”. Łącznie w mieście czynnych było 9 cerkwi. Mimo tego powołana przez bolszewików komisja, która koordynowała akcję konfiskaty, nie przewidywała trudności w wykonaniu swoich zadań w Szui. Natychmiast po ogłoszeniu zapowiedzi konfiskaty kosztowności cerkiewnych zamiary bolszewików były poddane pod dyskusję na zebraniach rad parafialnych w Szui. 12 marca podjęły one ostatecznie decyzję o natychmiastowym rozpoczęciu zbiórki dobrowolnych ofiar pieniężnych, które mogłyby pokryć wartość cerkiewnego wyposażenia i tym samym skłonić bolszewików do pozostawienia go w świątyniach.

## Zamieszki w Szui

### Przebieg wydarzeń 13 marca 1922
N. Kriwowa pisze, że do pierwszego spotkania wiernych z komisją ds. konfiskaty doszło 13 marca. Według jej opisu zebrani pod soborem byli wzburzeni i powitali członków komisji ds. konfiskaty nieprzychylnymi okrzykami. Wzmogły się one, gdy ci wkroczyli do części ołtarzowej obiektu. Przewodniczący komisji A. Wicin zwrócił się do ks. Swietozarowa o usunięcie z cerkwi wzburzonego tłumu, jednak kapłan odmówił, twierdząc, że nie ma prawa wyrzucać nikogo ze świątyni. Po naleganiach Wicina Swietozarow zwrócił się do wiernych, ci jednak oznajmili, że nie opuszczą soboru, dopóki nie wyjdą z niego bolszewicy. Ostatecznie komisja opuściła budynek razem z przedstawicielami parafian, z którymi miała ustalić dalszy los cennego wyposażenia cerkwi. Ks. Swietozarow odprawił wówczas molebien przed Szujską-Smoleńską Ikoną Matki Bożej. Tłum zgromadzony przed soborem stale się zwiększał. W tym czasie trwały negocjacje między delegatami wiernych i komisją. Jej członkowie zapowiedzieli, że członkowie rady parafialnej mogą zostać pociągnięci do odpowiedzialności za zgromadzenie się wiernych w obronie cerkwi, wbrew państwowym dekretom; poinformowali również, że konfiskata odbędzie się ostatecznie 15 marca. Delegaci wiernych wrócili do zgromadzonych pod soborem i poinformowali ich o efekcie rozmów. Ci samorzutnie zdecydowali, że pozostaną na placu także w nocy, obawiając się, że po ich odejściu cerkiew natychmiast zostanie rozgrabiona.
14 marca był w Szui dniem targowym. Wielu uczestników zgromadzenia pod soborem w poprzednim dniu nakłaniało osoby przybyłe spoza miasta na targ do przybycia również następnego dnia pod cerkiew. Tymczasem władze bolszewickie oddały praktycznie całą kontrolę nad miastem w ręce naczelnika milicji i miejscowego garnizonu Armii Czerwonej. Nielegalne zgromadzenia zostały czasowo zabronione. Każdy człowiek uznany za „zakłócającego porządek” mógł zostać natychmiast aresztowany i postawiony przed sądem rewolucyjnym.

### 15 marca 1922
W zapowiedzianym dniu konfiskaty tłum wiernych zaczął zbierać się pod soborem Zmartwychwstania Pańskiego od wczesnych godzin rannych. Szczególnie liczne były kobiety-robotnice, jednak również mężczyźni zatrudnieni w fabrykach tekstylnych masowo dołączyli do protestu – dwa zakłady przerwały pracę. Według relacji świadków wierni byli lepiej zorganizowani, niż dwa dni wcześniej.
Na plac wjechał razem z konnym oddziałem milicji jej naczelnik Baszenkow. Na próby rozpędzenia tłumu zebrani odpowiedzieli, rzucając w milicjantów kijami i kamieniami. Wśród zebranych były również dzieci.  Tomasz Terlikowski, cytujący zbiór żywotów świętych nowomęczenników i wyznawców rosyjskich opracowany przez hieromnicha Damaskina (Orłowskiego), twierdzi, że milicjanci zaatakowali zgromadzone kobiety uderzeniami nahajek. Wówczas część z nich zaczęło wołać, że są gotowe „umrzeć za Matkę Bożą”. Ok. 50 osób opuściło plac przed soborem i zaatakowało miejscową placówkę Komisariatu Spraw Wojskowych. Do milicjantów dołączyło 14 czerwonoarmistów, jednak również oni musieli ustąpić pod naporem tłumu. W tej sytuacji naczelnik garnizonu w Szui Tiuleniew skierował pod sobór większą grupę żołnierzy. Zgromadzeni rzucili się jednak na nich i zdołali rozbroić niektórych. W ślad za uciekającymi padły strzały ze zdobytych w ten sposób strzelb. W tym czasie wierni uderzyli również w dzwon na dzwonnicy soboru. Jego dźwięk zaalarmował kolejnych mieszkańców miasta. Tłum na placu jeszcze się zwiększył.
Wobec klęski sił wysłanych do tej pory pod cerkiew, Tiuleniew skierował na plac dwie ciężarówki z karabinami maszynowymi. Padły z nich salwy kierowane ponad zgromadzony tłum. Według Kriwowej, uczestnicy zgromadzenia ruszyli wówczas w stronę samochodów. W tym momencie padły kolejne strzały, oddane w zwartą masę ludzi. Spowodowały one śmierć 4 osób i rany 11. Według Tomasza Terlikowskiego strzały w stronę tłumu padły, gdy jeden z mężczyzn, Mikołaj Małkow, zawołał Prawosławni, walczcie o wiarę!. Według tego autora Małkow został natychmiast zastrzelony.
Po strzelaninie pod soborem tłum rozproszył się. Władze natychmiast przystąpiły do aresztowań podejrzanych o udział w zamieszkach. Przeprowadzono również zapowiadaną konfiskatę; z soboru Zmartwychwstania Pańskiego wyniesiono łącznie 3,5 puda srebrnych przedmiotów. Do szpitali w Szui trafiło 11 rannych obrońców cerkwi oraz 27 żołnierzy lub milicjantów, z czego trzech ciężko pobitych.

#### Ofiary zamieszek
Według opisu wydarzeń z Szui przyjętego następnie przez Sobór Biskupów Rosyjskiego Kościoła Prawosławnego jako oficjalny żywot kanonizowanych w 2000 nowomęczenników szujskich, znane są dane osobowe czterech osób zabitych pod soborem w Szui 15 marca 1922. Byli to: Nikołaj Małkow, Awksientij Kałasznikow, Siergiej Miefodijew oraz młoda dziewczyna imieniem Anastasija.

### Oficjalna wersja wydarzeń
Według raportu I. Korotkowa, sekretarza komitetu gubernialnego w Iwanowie-Wozniesieńsku sporządzonego dwa dni po zamieszkach, mieszkańcy Szui zostali podburzeni do wystąpienia przeciwko konfiskacie cennego wyposażenia soboru w mieście przez miejscowych eserowców oraz kapłanów prawosławnych o poglądach monarchistycznych. Mieszkańcy Szui mieli zgromadzić się pod soborem Zmartwychwstania Pańskiego i rozbroić część czerwonoarmistów i milicjantów udających się do świątyni. W odpowiedzi żołnierze oddali strzały w kierunku tłumu, używając broni długiej oraz karabinu maszynowego, zabijając 5 osób i raniąc dalszych 15. Zginął również jeden czerwonoarmista. W raporcie Korotkowa pojawia się również wzmianka o proteście robotników z dwóch fabryk w Szui, które przerwały pracę na jeden dzień. Autor tekstu twierdzi, że już 15 marca wieczorem w mieście został przywrócony porządek. Korotkow informuje również o powołaniu komisji badającej wypadki przez gubernialny komitet wykonawczy.
Odmienną wersję wydarzeń Korotkow zawarł w kolejnym telegramie wysyłanym do Komitetu Centralnego partii bolszewickiej. Pominął w nich wzmiankę o ofiarach śmiertelnych, twierdząc jedynie, że wskutek zamieszek zostało rannych czterech żołnierzy i 11 uczestników zgromadzenia. Twierdzenia Korotkowa weryfikowała następnie specjalna komisja, złożona z przedstawicieli władz państwowych oraz reprezentanta OGPU J. Sztammera. Według jej ustaleń pod soborem zgromadziło się ok. 5-6 tys. mieszkańców Szui (na ogólną liczbę 23 tys.). Wskutek strzałów czerwonoarmistów miało zginąć sześć osób, zaś osiem odnieść rany. 
Komentując wydarzenia w Szui bezpośrednio po nich, władze dążyły do zminimalizowania rangi wydarzenia oraz przedstawienia go jako efekt zmanipulowania ludności przez księży lub też fanatyzmu kobiet. Ich udział w zamieszkach był szczególnie podkreślany przy jednoczesnym ukrywaniu obecności mężczyzn-robotników. W propagandzie bolszewickiej całe wydarzenie było również ukazywane jako zainspirowane przez Czarną Sotnię. Badania komisji powołanej przez rząd wykazały jednak, że tylko jeden uczestnik zamieszek miał związek z tą organizacją. Oficjalna wersja wydarzeń w Szui była szeroko propagowana w czasie mityngów dla robotników i chłopów.

## Reakcja na wydarzenia

### Proces uczestników zamieszek

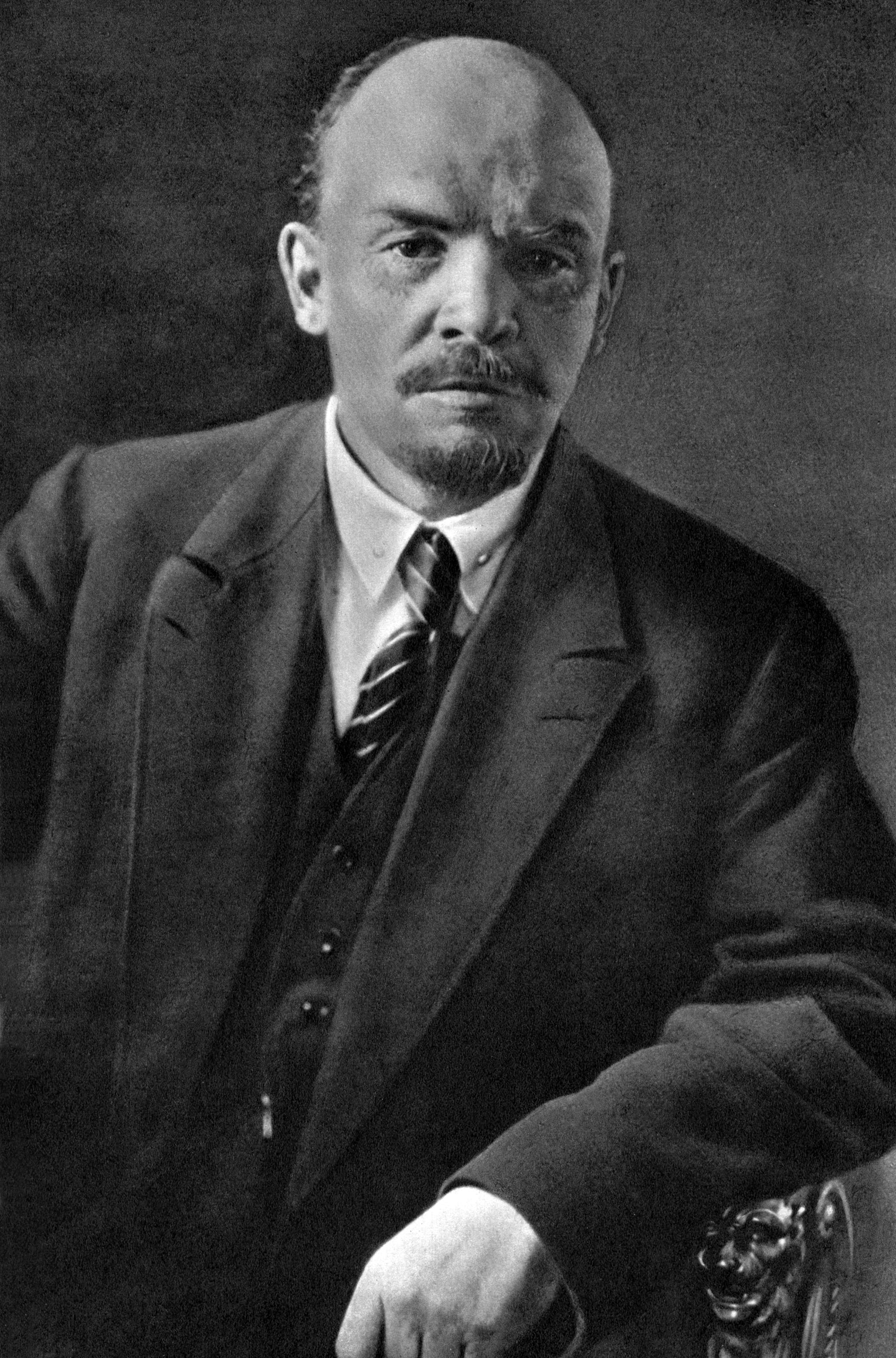
Włodzimierz Lenin był jednym z inspiratorów pokazowego procesu uczestników wystąpień w Szui

Komisja powołana w Szui dla wyjaśnienia okoliczności wydarzeń badała, oprócz dokładnego przebiegu wydarzeń, także klasowe pochodzenie ich uczestników. Z przeprowadzonego śledztwa wynikało, że większość zgromadzonych pod soborem stanowili robotnicy, w tym kilku byłych członków partii bolszewickiej. Informacja o pochodzeniu uczestników zajścia nie została przedstawiona opinii publicznej. Mimo ujawnienia na szerszą skalę jedynie części informacji nt. zajść, komisja badająca wydarzenia w Szui stwierdziła, że użycie siły przeciwko nieuzbrojonym cywilom zostało źle przyjęte także przez wielu niższych rangą działaczy komunistycznych. Tymczasem władze miasta postanowiły odpowiedzieć na niezadowolenie dalszymi represjami. Natychmiast podjęto działania na rzecz rozpoczęcia procesu uczestników zamieszek przed sądem rewolucyjnym. Do 23 marca 1922 zatrzymano 26 spośród nich.
Już 18 marca 1922 sprawą zamieszek w Szui zajęło się Biuro Polityczne Komitetu Centralnego partii bolszewickiej. Po zapoznaniu się z materiałami komisji badającej wydarzenia w Szui Politbiuro nakazało zakończenie akcji konfiskaty kosztowności w soborze w Szui. Dokonano tego nadzwyczaj licznymi siłami, przy siłowym oczyszczeniu z ludzi placu przed soborem oraz przyległych ulic. Akcją dowodził N. Murałow. W dniu następnym, przed posiedzeniem Politbiura, Włodzimierz Lenin w notatce osobiście zażądał jak najszybszego przeprowadzenia procesu „buntowników z Szui” i wydania w nim jak największej liczby wyroków śmierci.
Pokazowy proces uczestników zamieszek, oskarżonych o działalność kontrrewolucyjną, miał miejsce w Iwanowo-Wozniesieńsku w dniach 21-25 kwietnia 1922. Prokurator Smirnow zażądał kary śmierci dla księży Pawła Swietozarowa oraz Jana Rożdiestwienskiego i świeckich Piotra Jazykowa oraz Wasilija Pochlebkina. Ostatecznie ten ostatni został skazany jedynie na 15 lat więzienia. W sprawie pozostałych oskarżonych zapadły następujące wyroki:
- księża Aleksandr Smielczakow oraz Iwan Ławrow, jak również świecki Siergiej Korowin – dwa lata pozbawienia wolności w zawieszeniu (oskarżonych uznano za wykazujących skruchę),
- Aleksandr Paramonow – rok pozbawienia wolności,
- Jefim Szaronow i Iwan Guriejew – dwa lata pozbawienia wolności,
- Michaił Miedwiediew, Aleksandr Gorszkow, Aleksiej Trusow, Konstantin Bugrow, Wasilij Afanasjew, Aleksandr Korzieniew – trzy lata pozbawienia wolności,
- Chariton Borisow, Iwan Kriukow i Olga Stołbunowa – pięć lat pozbawienia wolności.

Wyroki śmierci zostały potwierdzone przez Politbiuro i wykonane 10 maja 1922. Ciała rozstrzelanych zostały pochowane na miejscu egzekucji i zlokalizowane dopiero w 2002.

### Upamiętnienie ofiar

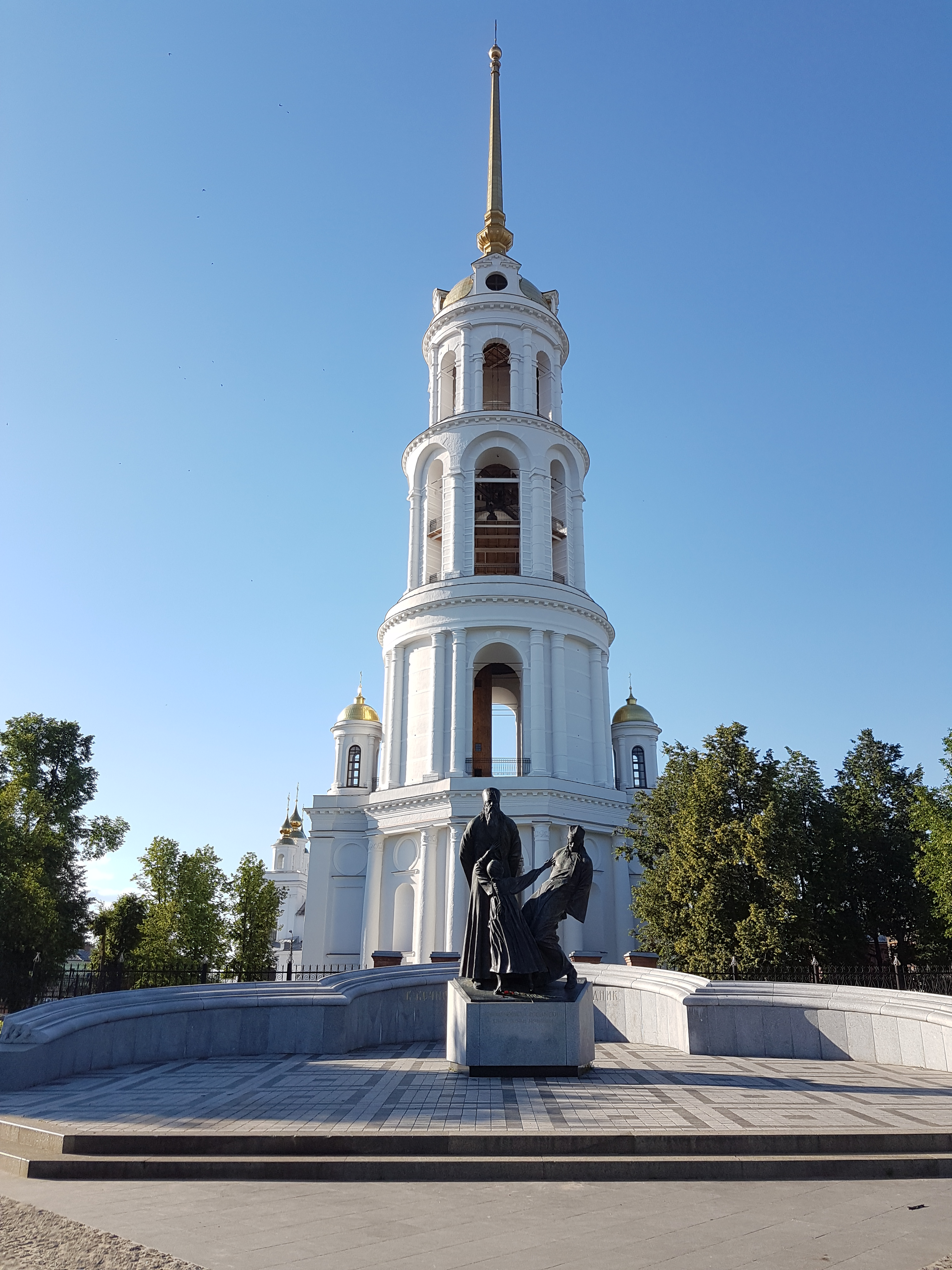
Sobór Zmartwychwstania Pańskiego w Szui i pomnik nowomęczenników

W 85. rocznicę wydarzeń w Szui w mieście został odsłonięty pomnik ofiar zamieszek 15 marca 1922. Powstał on w pracowni rzeźbiarskiej A. Rukawisznikowa, która uzyskała prawo do jego przygotowania po wygraniu konkursu ogłoszonego przez władze obwodowe.
Sobór Biskupów Rosyjskiego Kościoła Prawosławnego zaliczył Pawła Swietozarowa, Jana Rożdiestwienskiego oraz Piotra Jazykowa do świętych nowomęczenników rosyjskich, jako męczenników szujskich. Dzień ich wspomnienia przypada 27 kwietnia według kalendarza juliańskiego.